# كبكان (ميانكوه)
كبكان (بالفارسية: کپکان) هي قرية تقع في إيران في خراسان رضوي. يقدر عدد سكانها بـ 157 نسمة بحسب إحصاء 2016.